# Spartium junceum
La ginestra odorosa (Spartium junceum L.) è una pianta della famiglia delle Fabacee, tipica degli ambienti di gariga e di macchia mediterranea. È nota anche come ginestra di Spagna, ginestra comune, giunco di Spagna o pianta della scopa.  È l'unica specie del genere Spartium

## Descrizione
È una pianta perenne a portamento arbustivo (alto sino a 1,5 m).
I fusti sono verdi, cilindrici, compressibili ma resistenti (abbastanza da essere difficile strapparli a mani nude), eretti, ramosissimi e sono detti vermene.
Le foglie sono lanceolate, i fiori sono portati in racemi terminali di colore giallo intenso. Fiorisce nel periodo fra maggio e giugno.
I frutti sono dei legumi; i semi vengono lasciati cadere per gravità a poca distanza dalla pianta madre.

## Biologia
L'impollinazione è entomogama, ad opera di imenotteri e piccoli coleotteri.

## Distribuzione e habitat
Specie nativa dell'area del Mediterraneo, dal sud dell'Europa alla Turchia e al Medio Oriente.
Cresce in zone soleggiate da 0 a 1200 m s.l.m.

Predilige i suoli aridi, sabbiosi. Può vegetare anche su terreni argillosi, purché non siano dominati dall'umidità e da acque stagnanti.

## Coltivazione
Il metodo più utilizzato è la propagazione per seme. La semina si effettua in autunno (settembre) o anche in primavera (da marzo a metà aprile).
Per favorire un'elevata percentuale di germinabilità dei semi (circa il 90%) in un tempo piuttosto ridotto, è consigliabile uno dei seguenti trattamenti:
- cicli fisici di temperatura: acqua calda a 100 °C per 23 minuti, acqua a 60-65 °C per 30 minuti in acqua a 40 °C per 1 ora, acqua fredda per 40 ore.
- trattamenti chimici: immersione per 24 ore in una soluzione di NaHCO3 (bicarbonato di sodio) al 2%, 15 - 30 minuti in H2SO4 (acido solforico) concentrato con successivo lavaggio abbondante.

I tagli di ringiovanimento sono di ostacolo alla fioritura e alla fruttificazione. Pertanto, se si vogliono ottenere fiori e semi, occorre lasciare inutilizzato, per alcuni anni (5 - 6), un numero adeguato di piante.

## Usi
- Essendo una pianta che sviluppa le sue radici in profondità, può essere utilizzata per consolidare terreni.
- L'estratto assoluto dei fiori è una fragranza ricca ed opulenta che possiede una nota burrosa particolare. Viene prodotto per lo più a Grasse da fiori provenienti dalla Calabria.
- La concreta di ginestra è una sostanza cerosa intensamente profumata, di colore giallo bruno, ricorda il miele e la cera d'api, sia nel colore che nel profumo, la concreta viene ricavata a mezzo di solventi (esano) il prodotto finale è un miscuglio di olii essenziali, acidi grassi e cere. La distillazione sottovuoto di questa sostanza fornisce una sostanza aromatica denominata genêt absolu, ossia "ginestra assoluta".[5]
- Dalle vermene si estrae la fibra tessile.
- Questa tipologia di ginestra è utilizzata nell'ambito della cesteria per produrre i fondi e i bordi dei cesti.[6]